# Точка на прекъсване
Когато дадена функция f(x) не е непрекъсната в точка а, казваме че точка а е точка на прекъсване.
{\displaystyle \displaystyle \lim _{x\to \ a}f(x)\not =f(a)}
Пример за точка на прекъсване:
Функцията tg(x) в точките {\displaystyle \mathbf {{-\pi  \over 2},{\pi  \over 2}} }